# Player versus environment
Player versus environment (PvE, pol. gracz kontra środowisko) – termin używany w grach online, głównie MMO, gdzie postać kontrolowana przez gracza walczy z postaciami sterowanymi w grze przez komputer. Jest to przeciwieństwo player vs player (PvP), w którym walczy się z postacią kontrolowaną przez żywego przeciwnika.